# بامبا فول
بامبا فول (بالفرنسية: Bamba Fall)‏ مواليد 27 مايو 1986 في سانت لويس، هو لاعب كرة سلة سنغالي. بدأ مسيرته الاحترافية في سنة 2009. يبلغ طوله 7 قدم 1 بوصة (2.2 م). لعب مع مين ريد كلوز في دوري الرابطة الوطنية لفئة التطوير وفي إي إف ريغا في دوري لاتفيا لكرة السلة.

## روابط خارجية
- بامبا فول على موقع الاتحاد الدولي لكرة السلة (الإنجليزية)
- بامبا فول على موقع كرة السلة الأوروبية.كوم (الإنجليزية)
- بامبا فول على موقع كلية كرة السلة في سبورتس رفرنس.كوم (الإنجليزية)
- بامبا فول على موقع ريلجم (الإنجليزية)
- بامبا فول على موقع بروبوليرز (الإنجليزية)
- بامبا فول على موقع سبورتس رفرنس (الإنجليزية)
- بامبا فول على موقع سبورتس رفرنس (الإنجليزية)